# بدر بشير
بدر بشير عبد الله أبو بكر (ولد في 25 أغسطس 1997 في السعودية) لاعب كرة قدم بحريني يجيد اللعب في مركز الوسط المحوري. يلعب حاليا لصالح الحد البحريني منذ 2023.

## المسيرة الرياضية

### الأندية
في 1 يوليو 2018 انضم بشير إلى الفيصلي السعودي في عقد يمتد 5 سنوات. في موسمه الأول 2018-2019 وفي بطولة دوري الدرجة الممتازة احتل فريقه المركز السادس. وفي بطولة كأس خادم الحرمين الشريفين ساهم في وصول فريقه إلى الدور الثمن النهائي.
في 1 يوليو 2019 انتقل بشير من الفيصلي إلى القادسية السعودي بنظام الإعارة لمدة موسم واحد. في موسمه الوحيد 2019-2020 وفي بطولة دوري الدرجة الأولى احتل فريقه المركز الثاني بفارق نقطة واحدة عن البطل الباطن وصعد إلى الدرجة الممتازة.
في 1 يوليو 2020 انتقل بشير من الفيصلي إلى هجر السعودي بنظام الإعارة لمدة موسم واحد. في موسمه الوحيد 2020-2021 وفي بطولة دوري الدرجة الأولى احتل فريقه المركز الخامس.
في موسمه الثاني 2021-2022 وفي بطولة دوري الدرجة الممتازة احتل فريقه المركز الرابع عشر بفارق الأهداف عن منطقة الأمان وبالتالي هبط إلى الدرجة الأولى. وفي بطولة كأس خادم الحرمين الشريفين خرج فريقه من الجولة الأولى عندما خسر في الدور الثمن النهائي.
في 1 سبتمبر 2022 انتقل بشير من الفيصلي إلى سترة البحريني في صفقة انتقال حر. في موسمه الوحيد ساهم في احتلال فريقه المركز الخامس في الدوري الممتاز بفارق أربع نقاط عن البطل الخالدية. وفي بطولة كأس ملك البحرين ساهم في وصول فريقه إلى الدور الربع النهائي عندما خسر من المنامة بركلات الترجيح.
في 20 مايو 2023 انتقل بشير من سترة إلى الحد البحريني في صفقة انتقال حر.

## روابط خارجية
- بدر بشير على موقع قاعدة بيانات كرة القدم.إي يو (الإنجليزية)
- بدر بشير على موقع Soccerway.com (الإنجليزية)